# Raphitoma locardi
Raphitoma locardi é uma espécie de gastrópode do gênero Raphitoma, pertencente a família Raphitomidae.